# Jordan Wood
Jordan Wood (Tugun, 1 de agosto de 1994) es un deportista australiano que compite en piragüismo en la modalidad de aguas tranquilas. Ganó una medalla de oro en el Campeonato Mundial de Piragüismo de 2017, en la prueba de K4 1000 m.
Es hijo de los piragüistas Steven Wood y Anna Cox.

## Palmarés internacional
| Campeonato Mundial | Campeonato Mundial       | Campeonato Mundial | Campeonato Mundial |
| Año                | Lugar                    | Medalla            | Competición        |
| ------------------ | ------------------------ | ------------------ | ------------------ |
| 2017               | Račice (República Checa) | Medalla de oro     | K4 1000 m          |